# Judo ai XVIII Giochi panamericani
Gli incontri di judo ai XVIII Giochi panamericani si sono svolti a Lima, in Perù, dall'8 all'11 agosto 2019.

## Risultati

### Uomini
| Evento                      | Oro                 | Argento            | Bronzo                                    |
| Pesi super-leggeri (60 kg)  | Renan Torres        | Lenin Preciado     | Roberto Almenares Adonis Diaz             |
| Pesi mezzo-leggeri (66 kg)  | Wander Mateo        | Daniel Cargnin     | Osniel Solís Ricardo Valderrama           |
| Pesi leggeri (73 kg)        | Magdiel Estrada     | Alonso Wong        | Jeferson Santos Júnior Nicholas Delpopolo |
| Pesi medio-leggeri (81 kg)  | Eduardo Yudi Santos | Medickson del Orbe | Jorge Martínez Adrián Gandía              |
| Pesi medi (90 kg)           | Iván Felipe Silva   | Francisco Balanta  | Mohab El Nahas Yuta Galarreta             |
| Pesi medio-massimi (100 kg) | Thomas Briceño      | L. A. Smith        | Lewis Medina Junior Angulo                |
| Pesi massimi (+100 kg)      | Andy Granda         | Pedro Pineda       | David Moura Freddy Figueroa               |

### Donne
| Evento                     | Oro                | Argento            | Bronzo                          |
| Pesi super-leggeri (48 kg) | Estefanía Soriano  | Vanesa Godinez     | Edna Carrillo Mary Dee Vargas   |
| Pesi mezzo-leggeri (52 kg) | Larissa Pimenta    | Luz Olvera         | Kristine Jiménez Nahomys Acosta |
| Pesi leggeri (57 kg)       | Rafaela Silva      | Ana Rosa           | Yadinys Amaris Miryam Roper     |
| Pesi medio-leggeri (63 kg) | Maylin del Toro    | Anriquelis Barrios | Aléxia Castilhos Hannah Martin  |
| Pesi medi (70 kg)          | Elvismar Rodríguez | Yuri Alvear        | Onix Cortés María Pérez         |
| Pesi medio-massimi (78 kg) | Mayra Aguiar       | Kaliema Antomarchi | Diana Brenes Vanessa Chalá      |
| Pesi massimi (+78 kg)      | Idalys Ortiz       | Melissa Mojica     | Beatriz Souza Yuliana Bolivar   |

## Medagliere
| Pos.   | Paese           | Oro | Argento | Bronzo | Totale |
| ------ | --------------- | --- | ------- | ------ | ------ |
| 1      | Cuba            | 5   | 2       | 5      | 12     |
| 2      | Brasile         | 5   | 1       | 4      | 10     |
| 3      | Rep. Dominicana | 2   | 2       | 1      | 5      |
| 4      | Venezuela       | 1   | 2       | 1      | 4      |
| 5      | Cile            | 1   | 0       | 1      | 2      |
| 6      | Colombia        | 0   | 1       | 2      | 3      |
| 7      | Ecuador         | 0   | 1       | 3      | 4      |
| 8      | Stati Uniti     | 0   | 1       | 3      | 4      |
| 9      | Perù            | 0   | 1       | 2      | 3      |
| 10     | Porto Rico      | 0   | 1       | 2      | 3      |
| 11     | Messico         | 0   | 1       | 1      | 2      |
| 12     | Panama          | 0   | 0       | 2      | 2      |
| 13     | Canada          | 0   | 0       | 1      | 1      |
| 14     | Costa Rica      | 0   | 0       | 1      | 1      |
| Totale | Totale          | 14  | 14      | 28     | 56     |

|  | Paese ospitante |